# Антипапа Адалберт
Адалберт (или Алберт) је био антипапа Римокатоличке цркве током 1101. године. Изабран је фебруара 1101. године и налазио се на положају 105 дана. Био је кандидат струје супротстављене папи Паскалу II у сукобу познатом као Борба за инвеституру. Претходно је обављао функцију кардинала, на коју га је поставио антипапа Климент III. Ухваћен је од стране људи Паскала II и присиљен да се замонаши. 

## Биографија

### Кардинал
Датум Адалбертовог рођења није познат, али се зна да је потицао из града Атела у Јужној Италији. Био је један од првих присталица Виберта од Равене (антипапе Климента III), због чега је награђен епархијом Силва Кандида. Био је међу дванаест кардинала Климента III који су се окупили у Латеранској палати ради потврде папиног писма од 4. новембра 1084. године. 
Адалберт се помиње у Риму током читавог Климентовог понтификата. Био је уз антипапу када је Климент издао привилегију 8. јануара 1089. године. Био је један од групе прелата који су 7. августа 1098. године председавали концилијабулумом којег је сазвао Климент. Сабор је осудио све "старе и нове јереси" монаха Хилдебранда, односно папе Гргура VII. Такође је издао позив "шизматицима", односно следбеницима Гргуровог наследника Урбана II, позивајући их да буду присутни у Риму 1. новембра. Адалбертово име је на врху листе потписника овог писма, што указује на његов значај у курији Климента III. 
Антипапа Климент III је умро 1100. године, а његов наследник Теодорик је 1101. године ухваћен од људи Паскала II и присиљен на замонашење. Адалберт је изабран за Теодориковог наследника. 

### Антипапа
Околности Адалбертовог избора тешко је утврдити. Одржан је у Базилици Светих Апостола. Према немачким хроничарима Фрутолфу од Мишелсберга и Екехарда из Ауре, цар Хенрик IV је интервенисао и подржао Адалбертову номинацију. Извори који су временски и просторно ближи поменутим догађајима не помињу подршку немачког цара. Иако се сматрало да је избор у интересу Светог римског царства, нема доказа да је Адалберт био у било каквим контактима са царем Хенриком. Најзначајнији и најсвеобухватнији извор о Адалберту, "Annales Romani", једноставно наводи да га је изабрао онај део свештенства и народа Рима који је стао на страну антипапе Климента.
Јасно је да је Адалберт изабран, посвећен и устоличен у року од неколико дана након Теодориковог заробљавања (фебруар 1101). Савремени историчари често погрешно датирају његов избор у мај 1102. године. Брзина којом је изабран указује да је про-царска струја у Риму још увек била добро организована у то време. Међу његовим познатим присталицама били су Роман, кардинал који је учествовао у концилијабулуму 1098. године и Романов нећак, Ђовани Одолин. Адалберт је задржао своје претходно име и као папа.  За Адалберта је направљен палијум, иако се није могао положити на гроб Светог Петра, јер га Климентова фракција није контролисала. 
Адалбертово прво јавно појављивање привукло је велику гомилу и брзо је изродило немире. Ситуација се толико погоршала да је био принуђен да се склони у Базилику Сан Марчело ал Корзо под заштитом Романа и Ђованија Одолина. Многи клирици који су покушали да дођу до цркве били су тучени и скидани од стране руље. Паскал II је тада подмитио Ђованија да преда антипапу Адалберта. Њему је одузет палијум и предат је Паскаловим људима. Његов понтификат трајао је укупно 105 дана. Вођен је улицом иза коња (у знак презира) до Латеранске палате, где је Паскал боравио. Затворен је затим у кулу. "Римски анали" и биографија папе Паскала у "Liber Pontificalis" слажу се у овим подацима.
Адалберт је послат у бенедиктински манастир Сан Лоренцо у Аверси, где је провео остатак живота. Датум његове смрти и место сахране нису познати. Године 1105. про-царска странка је изабрала Магинулфа за Силвестера IV, као новог противпапу Паскалу II, али ни он није био ништа успешнији од својих претходника, јер му је недостајала царска подршка. 